# Dick Yderström
Dick Birger Olof Yderström, född 28 augusti 1947 i Södertälje, är en svensk före detta ishockeyspelare. Yderström representerade Södertälje SK 1965-1982. Med sina 18 säsonger är han tillsammans med Sven Thunman den som spelat flest säsonger för klubben. Det blev totalt 231 mål på 477 matcher. Yderström representerade också Tre kronor i VM i ishockey 1969 och 1973.
Dick Yderström är far till basketspelaren  Stefanie Yderström.